# Tsilenge
Tsilenge – miasto w centralnej części Demokratycznej Republiki Konga, położone jest 3 km na zachód od rzeki Sankuru i 15 km na wschód od stolicy prowincji Mbuji-Mayi. Liczy ok. 85 tys. mieszkańców. Piąte pod względem wielkości miasto w prowincji Kasai Wschodnie.